# Kalkquelle am Nord-Ostsee-Kanal in Kiel
Kalkquelle am Nord-Ostsee-Kanal in Kiel este o arie protejată (arie specială de conservare — SAC, sit de importanță comunitară — SCI) din Germania întinsă pe o suprafață de 9 ha, integral pe uscat.

## Localizare
Centrul sitului Kalkquelle am Nord-Ostsee-Kanal in Kiel este situat la coordonatele 54°22′18″N 10°05′46″E / 54.3717°N 10.0961°E.

## Înființare
Situl Kalkquelle am Nord-Ostsee-Kanal in Kiel a fost declarat sit de importanță comunitară în septembrie 2006 pentru a proteja un număr necunoscut de specii din flora spontană și fauna sălbatică aflate în arealul zonei. Situl a fost protejat și ca arie specială de conservare în ianuarie 2010.

## Biodiversitate
Situată în ecoregiunea continentală, aria protejată conține 3 habitate naturale: Izvoare petrifiante cu formare de travertin (Cratoneurion), Mlaștini alcaline, Păduri de fag Asperulo-Fagetum.
La baza desemnării sitului se află un număr nedeclarat de specii protejate: